# 颱風雷伊 (2021年)
颱風雷伊（英語：Typhoon Rai，國際編號：2122，聯合颱風警報中心：WP282021，菲律賓大氣地球物理和天文服務管理局：Odette）是2021年太平洋颱風季第22個被命名的風暴。「雷伊」一名由密克羅尼西亞提供，指雅浦島石幣。「雷伊」一名是二次使用，取代於2010年在中國造成重大傷亡及損失而除名的凡那比。
由於華南地區入冬後長期受到東北季候風支配，加上引導熱帶氣旋移動的副熱帶高壓脊配置有季節性改變，因此熱帶氣旋甚少於12月活躍於南海北部 ；然而雷伊在重創菲律賓中部後，成功在南海中部重組，並成為有紀錄以來首個於12月在南海達到薩菲爾-辛普森颶風等級之「五級颱風」的熱帶氣旋，更在南海轉向逼近華南沿岸，最終令澳門地球物理暨氣象局和香港天文台發出47年來兼踏入21世紀後首個於12月生效的熱帶氣旋警告，同時打破1974年颱風艾瑪的最晚發出全年最後一個熱帶氣旋警告信號之紀錄。
因應「雷伊」在菲律賓造成災難性破壞，被菲律賓在第55屆颱風委員會年會申請退役，在2023年3月舉行的第55次颱風委員會會議上獲該會接納把雷伊從命名表中除名。在第56次世界氣象組織颱風委員會會議中通過新名由「沙布爾」取代。

## 發展過程

### 形成初期
12月10日，一個熱帶擾動在豪克島西南方海域生成，美國海軍研究實驗室給予擾動編號96W。初時因垂直風切仍頗強，令其低層環流中心混亂，導致系統發展較緩慢，12月11日下午2時，聯合颱風警報中心將其評級提升為「中」，此時系統開始整合，呈現熱帶氣旋之雛形。
12月12日上午8時，日本氣象廳將其升格為熱帶低氣壓並對其發布烈風警報。同時，台灣中央氣象局將其升格為熱帶性低氣壓，給予編號TD25。上午11時，聯合颱風警報中心將其評級提升為「高」，並對其發布熱帶氣旋形成警報。晚上8時，香港天文台將其升格為熱帶低氣壓。
12月13日上午8時，聯合颱風警報中心將其升格為熱帶性低氣壓，給予熱帶氣旋編號28W。下午2時，日本氣象廳將其升格為熱帶風暴，給予國際編號2122，並命名「雷伊」。同時，台灣中央氣象局將其升格為輕度颱風；香港天文台將其升格為熱帶風暴。晚上8時，聯合颱風警報中心將其升格為熱帶風暴。
12月14日上午8時，日本氣象廳、香港天文台及中國國家氣象中心將其升格為強烈熱帶風暴。
12月15日上午8時，日本氣象廳將其升格為颱風。同時，台灣中央氣象局將其升格為中度颱風；香港天文台將其升格為颱風。中午12時，聯合颱風警報中心將其升格為颱風。

### 臨岸爆發，邁向巔峰
受惠於高海溫的良好環境，加上環流細小，雷伊開始在24小時內快速增強，並發展出一個直徑僅11公里的「針眼」，聯合颱風警報中心評估雷伊接近中心最高持續風速（以1分鐘平均風速計算）由65節（每小時120公里），大幅上調至140節（每小時260公里），成為繼2016年颱風洛坦後，5年以來首個於12月逹至相當於薩菲爾-辛普森颶風等級之「五級颱風」強度的西北太平洋風暴。12月16日凌晨2時，香港天文台將其升格為強颱風。上午8時，聯合颱風警報中心將其升格為超級颱風。同時，台灣中央氣象局將其升格為強烈颱風；香港天文台將其升格為超強颱風。

### 巔峰狀態登陸，横掃菲律賓

颱風雷伊在12月16日逼近菲律賓

12月16日下午1時半，雷伊在菲律賓北蘇里高省錫亞高島登陸，並在下午3時10分於迪納加特群島再次登陸，下午3時40分於南萊特省禮龍市第3次登陸，下午4時50分於帕納翁島第4次登陸，下午5時40分於南萊特省帕德雷布戈斯第5次登陸，下午6時40分於保和省卡洛斯加西亞第6次登陸，晚上7時40分於同省的比恩烏尼多第7次登陸。晚上8時，台灣中央氣象局將其降格為中度颱風。雷伊在晚上10時於卡爾卡爾市第8次登陸。晚上11時，香港天文台將其降格為強颱風。午夜12時，雷伊於拉利伯塔德第9次登陸，此時雷伊的中心結構已因地形摩擦而受損，雷伊的風眼於12月17日上午11時掠過蘇祿海後亦變得模糊，成為「雲塞風眼」，而不斷的登陸也令雷伊難以再次組織，導致其強度不斷下滑，雷伊於下午3時10分在巴拉望洛克薩斯作最後一次登陸，隨後便進入南海。

### 出海後重新爆發，再創頂峰
雷伊出海不久便依靠南海中部表面水溫攝氏27度、垂直風切微弱的良好環境重組，並再次打開風眼，12月18日下午2時，香港天文台再度將其升格為超強颱風，雷伊不但成為繼2014年颱風威馬遜和2017年颱風天鴿後第三個於南海上空增強至超強颱風的熱帶氣旋，更是香港天文台自1961年有記錄以來首個於12月在南海出現的超強颱風。晚上8時，台灣中央氣象局再度將其升格為強烈颱風。
12月19日凌晨2時，聯合颱風警報中心再度將其升格為超級颱風，並評估雷伊接近中心最高持續風速（以1分鐘平均風速計算）達140節（每小時260公里），不但令雷伊成為繼2014年颱風威馬遜後，7年以來首個在南海達到薩菲爾-辛普森颶風等級之「五級颱風」的熱帶氣旋，更是歷來首個於12月在南海達到薩菲爾-辛普森颶風等級之「五級颱風」的熱帶氣旋。下午2時，台灣中央氣象局再度將其降格為中度颱風。同時，香港天文台再度將其降格為強颱風。晚上11時，香港天文台將其降格為颱風。

### 南海轉向，持續減弱
頂峰過後，雷伊繼續受副熱帶高壓脊引導，開始轉向北移動，進入強烈垂直風切的地带，加上南海北部的海水潛熱低，令其急速減弱。12月20日上午8時，香港天文台將其降格為強烈熱帶風暴。晚上8時，日本氣象廳將其降格為熱帶性低氣壓；同時，台灣中央氣象局將其降格為熱帶性低氣壓。晚上9時，香港天文台將其降格為熱帶風暴。
12月21日凌晨5時，香港天文台將其降格為熱帶低氣壓；上午8時，聯合颱風警報中心認為轉化為副熱帶低氣壓，中央氣象台則表示已很難確定其環流中心，對其停止編號；下午2時，香港天文台將其降格為低壓區。

### 事後調整
聯合颱風警報中心在2022年8月5日發佈的最佳路徑中，將其第一次巔峰風速上調至150節（每小時280公里）。

## 防災措施

### 密克羅尼西亞島群
雷伊增強為熱帶低氣壓後，美國國家氣象局向關島蒂揚、帛琉科羅爾州和卡揚格爾島發出颱風觀察預警，同時向恩古盧環礁發布熱帶風暴警告。雅浦島則發出熱帶風暴觀察預警 。隨著雷伊進一步加強，帛琉改發颱風警告。 12月14日上午9時，恩古盧環礁和雅蒲島的警報首先在取消，六小時後，帕勞的颱風警告也被取消。

### 菲律賓
菲律賓大氣地球物理和天文服務管理局於12月12日發出風暴的預測軌跡和發布熱帶氣旋資訊。在第一報熱帶氣旋資訊中，預測在維薩亞斯群島和棉蘭老島等地區需要發出四號警告信號，後來又降為三號警告信號。菲律賓大氣地球物理和天文管理局預測雷伊在登陸前風速可達155公里/小時（96 英里/小時）。12月14日，風暴進入責任範圍，卡拉加區和東維薩亞斯隨即發出風暴信號 。12月13日晚上開始，維薩亞斯群島和棉蘭老島裹所有類型的船隻禁止離開港口。海岸警衛隊疏散居住在沿海地區附近的漁民。菲律賓其他省份，如保和省和阿克蘭省已為疏散場所做好了準備。三投斯將軍市的浮屋，以及漁船被帶到岸邊。12月20日至22日早些時候，受影響地區的新冠疫苗接種行動將暫停 。菲律賓社會福利與發展部(DSWD)為撤離人員準備超過23,642個食物包以及價值超過752,250比索（14,950 美元）的備用資金 。航空公司宿霧太平洋航空也暫停該國的三個航班。
國家減少災害風險和管理委員會（NDRRMC）疏散棉蘭老島、米沙鄢群島和呂宋島南部村莊的10,000多人離開家園。12月14日開始，整個比科爾處於紅色警戒狀態。當局警告馬榮火山可能發生山體滑坡和火山泥流。隨著風暴接近，宿務開始處於戒備狀態。
雷伊進入菲律賓責任區後四小時，菲律賓大氣地球物理和天文服務管理局向東薩馬省和蘇里高（包括迪納加特群島）發出一號風暴信號。隨後信號範圍進一步擴展至米沙鄢中部和棉蘭老島以南的一些省份。隨著雷伊進一步增強並靠近，蘇里高省和米沙鄢的等地區改發二號風暴信號，接著卡拉加等地區發出了三號風暴信號，米沙鄢東部則改發四號風暴信號。

## 影響

### 菲律賓
當地發出之最高颱風警報：四號風暴信號

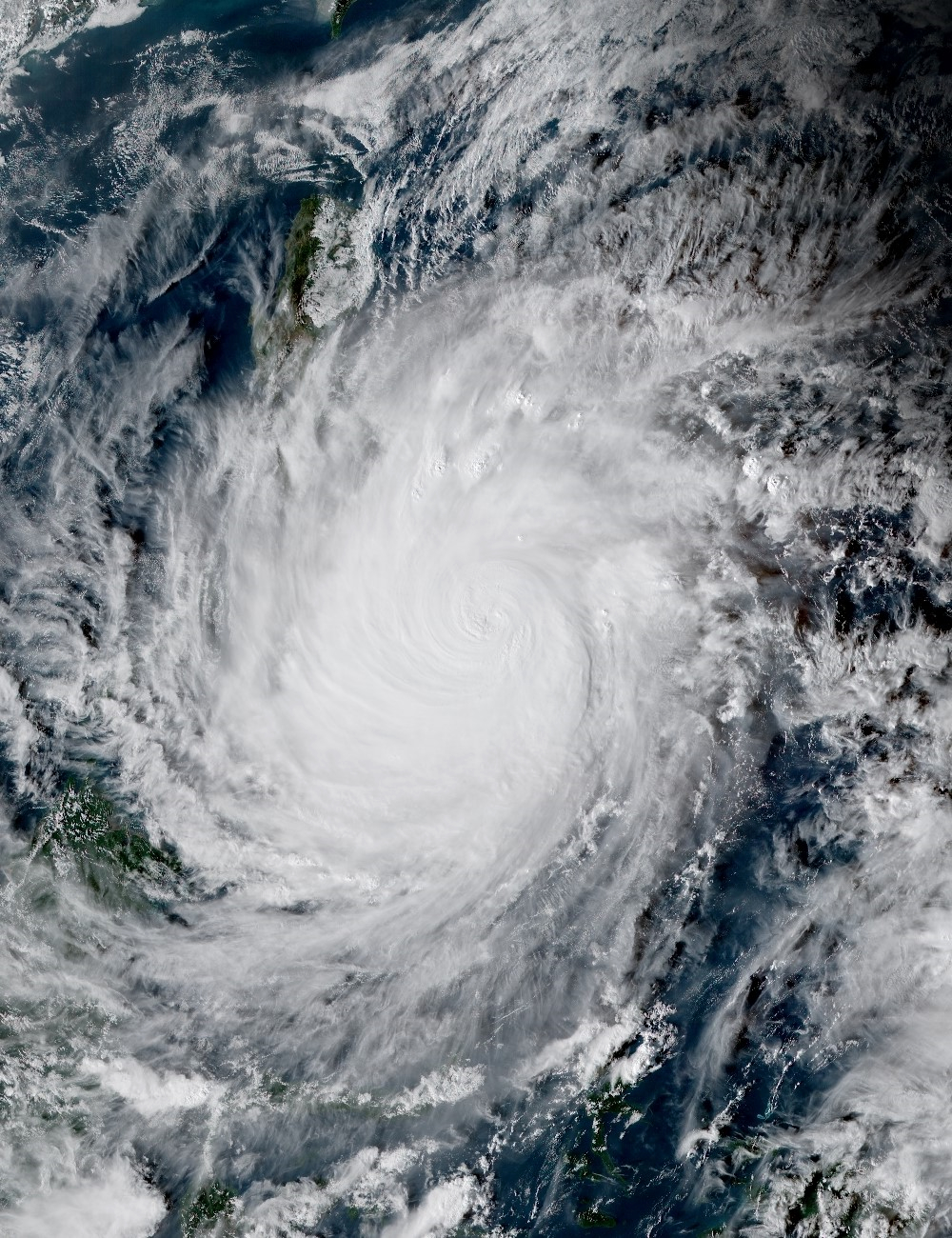
12月16日晚，雷伊於菲律賓北蘇里高省的盧納將軍城登陸。

根據最新的官方數據，雷伊在菲律賓全國已造成375人死亡，超過500人受傷另有56失蹤，雷伊在菲律賓造成的破壞僅次於2013年颱風海燕。
菲律賓近日遭超級颱風雷伊吹襲，有官員表示，至少多人因此遇難，數十人失蹤，首當其衝的島嶼傳出「令人震驚」的災情。
法新社報導，雷伊席捲菲律賓中部及南部，超過30萬人逃離家園和海濱度假村，許多地區的通訊及電力中斷，房屋屋頂遭掀起，混凝土電線桿傾倒。
迪納加島（Dinagat）省長巴奧（Arlene Bag-ao）在表示，迪納加島遭雷伊「夷為平地」，房屋、船隻、田地被毀。官員克里索斯多摩（JeffreyCrisostomo）告訴法新社，該省也有至少10人罹難。
北蘇瑞高省的魯納將軍鎮（General Luna）遭遇廣泛破壞，建築物屋頂被掀，破瓦殘礫四散在地。
施亞高島（Siargao）與民答那峨島（Mindanao）也一樣受災慘重，軍方空拍照片顯示施亞高島魯納將軍鎮（General Luna）嚴重受創，建築物屋頂被吹掀，遍地殘瓦。
保和省（Bohol）省長黃嚴輝（Arthur Yap）在官方臉書表示，保和島災情慘重，據報有至少74人死亡。宣布保和島進入「災難狀態」（state of calamity）；他說，載運物資等賑災用品的菲律賓海軍艦艇將出發前往保和島。
國家災害管理機關發言人提姆巴爾（Mark Timbal）告訴法新社，超過1萬8000名軍人、警察和海岸防衛隊、消防人員將加入最嚴重災區的搜救行動。

### 越南
雷伊在越南造成一人死亡，數千人撤離。

### 中國大陸
中央氣象台發布之最高颱風預警信號： 颱風藍色預警信號

#### 海南省
海南省氣象台發布之最高颱風預警信號： 颱風黃色預警信號

#### 廣東省
廣東省氣象台發布之最高颱風預警信號： 颱風藍色預警信號
自2020年9月以來，廣東省東江、韓江流域及粵東沿海地區遭遇1961年以來最嚴重旱情。12月19日-21日，廣東省氣象局抓住颱風“雷伊”影響的有利時機，提前做好增雨作業準備，實時跟踪雷達回波及雲的發展演變情況，積極組織全省大規模人工增雨空地聯合作業。12月19日夜間起，增雨飛機先後開展增雨作業4次，飛行作業時長達13小時，覆蓋粵東、粵北和珠三角地區。揭陽、潮州、汕尾、深圳等15個市開展火箭增雨作業，截至12月21日15時，15市的38個作業點共作業50次，發射火箭彈208枚。
在人工影響天氣增效作用下，20日-21日，珠三角市縣、河源、梅州、揭陽、汕尾出現了大雨到暴雨，粵西市縣出現了小雨局部中雨，其餘市縣出現了中雨局部大雨。全省平均雨量30.8毫米，江門台山汶村鎮錄得全省最大雨量135.0毫米，降水性質溫和。這次降水過程有效降低了全省大範圍森林火災風險等級，有利於增加庫塘蓄水，在緩解廣東氣象乾旱上起到了積極的作用。
所謂人工增雨，是在自然雲已經降水或者接近於降水的條件下，用飛機、火箭向雲層播撒催化劑促進降雨，並不是人工造雨。

##### 江門市 (台山市)及以西沿海地區
颱風藍色預警信號
受雷伊影響，東起台山西至電白以及雷州半島的徐聞等地發出颱風藍色預警信號。這是廣東設立氣象災害預警信號制度以來，一年當中最晚發出的一波颱風預警信號。結合當天粵北地區生效橙色寒冷預警信號，廣東出現同一天既有寒冷預警信號又有颱風預警信號生效之“巧合”。

##### 廣州市 (南沙區)、東莞市、深圳市、中山市
颱風白色預警信號

##### 珠海市
颱風白色預警信號
珠海市氣象台於今天(20日) 8時45分發布珠海市颱風白色預警信號。這是珠海有颱風預警以來，珠海第一次在12月發布颱風預警信號，也是史上最晚發布的颱風預警信號。隨著颱風“雷伊”已於12月21日8時停止編號，珠海市氣象台於12月21日9時0分解除珠海市颱風預警信號。

### 澳門
- 當地發出之最高熱帶氣旋信號： 一號風球
- 當地發出之最高風暴潮警告：藍色風暴潮警告

地球物理暨氣象局於12月19日下午5時發出特別信息，指「雷伊」於12月19日晚間至20日清晨進入澳門800公里警戒範圍，屆時當局會發出熱帶氣旋信號，又指「雷伊」較預期更接近澳門，與其相關雨帶將在20至21日影響澳門，雨勢會較頻密及持續時間較長，風力間中達6級及有陣風；風暴潮預測方面，氣象局預計由於正值天文大潮，在疊加風暴潮及大雨影響下，12月20日晚上內港一帶會出現輕微水浸，預測水浸高度為0.5米以下，當局將於12月19日晚間發出藍色風暴潮警告。 晚上8時，氣象局發出藍色風暴潮警告，預測12月20日晚上8時至21日午夜12時期間低窪地區會出現水浸，最高水位不高於0.5米，是自風暴潮警告系統建立以來最晚發出的紀錄。
氣象局在12月20日凌晨1時發出一號風球並表示將在當日上午維持，當時雷伊位於澳門之西南偏南約780公里，這次為澳門21世紀以來首次於12月發出熱帶氣旋警告信號，同時打破颱風艾瑪於1974年12月1日至2日的一號風球紀錄，成為澳門有紀錄以來最晚發出全年最後一個的熱帶氣旋警告信號。上午11時，氣象局表示一號風球將於當日日間時間維持，晚間將考慮是否需要改發三號風球。晚上11時20分，氣象局表示雷伊雖然進一步減弱，但預計21日凌晨至上午最接近澳門，氣象局改為於12月21日凌晨至清晨考慮是否需要發出三號風球。
氣象局在12月21日凌晨1時取消所有風暴潮警告。凌晨5時，氣象局預計雷伊強度減弱快，除非其採取偏北路徑，否則需要發出三號風球機會較低，一號風球將於當日上午維持。雷伊在早上8時最接近澳門，於澳門之東南偏南約170公里掠過。上午11時，氣象局表示雷伊正逐漸遠離並快速減弱消散，與雷伊相關的殘餘雨帶亦會於日間逐漸減弱。氣象局考慮未來數小時取消所有熱帶氣旋警告信號。氣象局在下午1時取消所有熱帶氣旋警告信號，當時雷伊集結在澳門之東南約180公里。

### 香港
當地發出之最高熱帶氣旋警告信號： 一號戒備信號
香港天文台於12月19日午間發出特別天氣提示，指香港繼續受東北季候風影響，並預料位於南海的熱帶氣旋雷伊於12月20日進入香港800公里範圍內，逐漸靠近廣東沿岸，會視乎雷伊的強度及路徑變化，天文台會在12月20日日間考慮是否需要發出熱帶氣旋警告信號。其後天文台再於12月20日早上8時45分表示雷伊已進入距離香港800公里範圍內，離岸及高地間中吹強風，會於中午前發出熱帶氣旋警告信號。天文台在上午11時20分發出一號戒備信號，當時雷伊集結在香港之西南偏南約630公里。天文台預料一號信號會於當日大部分時間維持。這是繼1974年颱風艾瑪後，天文台47年來兼踏入21世紀後首次於12月發出熱帶氣旋警告信號，更打破艾瑪的最晚發出全年最後一個熱帶氣旋警告信號之紀錄。天文台於下午4時45分表示一號信號會維持一段時間，而雷伊正繼續靠近廣東沿岸，並在12月21日中午前後最接近香港，於香港以南約200公里內掠過，若晚間風力有跡象進一步增強，會考慮發出三號強風信號。天文台再於12月21日凌晨4時45分表示，除非香港風力顯著增強，否則發出三號信號機會不大。天文台於早上7時45分表示香港風力進一步增強的機會較低，一號信號會在早上維持。雷伊在上午11時最接近香港，於香港之東南偏南約140公里掠過。在雷伊快將減弱消散的情況下，天文台在上午11時45分表示即將取消所有熱帶氣旋警告信號；隨後在下午12時20分取消所有熱帶氣旋警告信號，當時雷伊集結在香港之東南偏南約150公里。

## 熱帶氣旋警告使用紀錄

### 菲律賓
| 菲律賓大氣地球物理和天文服務管理局 風暴信號 | 菲律賓大氣地球物理和天文服務管理局 風暴信號 | 菲律賓大氣地球物理和天文服務管理局 風暴信號 |
| ------------------------------------------- | ------------------------------------------- | ------------------------------------------- |
| 上一熱帶氣旋                                | 一號風暴信號                                | 下一熱帶氣旋                                |
| 強烈熱帶風暴圓規                            | 一號風暴信號                                | 熱帶風暴鮎魚                                |
| 強烈熱帶風暴圓規                            | 二號風暴信號                                | 熱帶風暴鮎魚                                |
| 颱風燦都                                    | 三號風暴信號                                | 強烈熱帶風暴馬鞍                            |
| 颱風燦都                                    | 四號風暴信號                                | 颱風奧鹿                                    |

### 中國大陸
| 国家气象中心 颱風預警信號 | 国家气象中心 颱風預警信號 | 国家气象中心 颱風預警信號 |
| ------------------------- | ------------------------- | ------------------------- |
| 上一熱帶氣旋              | 颱風藍色預警信號          | 下一熱帶氣旋              |
| 颱風圓規                  | 颱風藍色預警信號          | 颱風暹芭                  |

### 澳門
| 地球物理暨氣象局 熱帶氣旋信號 | 地球物理暨氣象局 熱帶氣旋信號 | 地球物理暨氣象局 熱帶氣旋信號 |
| ----------------------------- | ----------------------------- | ----------------------------- |
| 上一熱帶氣旋                  | 一號風球                      | 下一熱帶氣旋                  |
| 颱風圓規                      | 一號風球                      | 颱風暹芭                      |

### 香港
| 香港天文台 熱帶氣旋警告信號 | 香港天文台 熱帶氣旋警告信號 | 香港天文台 熱帶氣旋警告信號 |
| --------------------------- | --------------------------- | --------------------------- |
| 上一熱帶氣旋                | 一號戒備信號                | 下一熱帶氣旋                |
| 颱風圓規                    | 一號戒備信號                | 颱風暹芭                    |

## 外部連結
| 太平洋颱風季             |
| 主題頁 - 專題 - 編輯指南 |

- （日語）日本氣象廳首頁 （页面存档备份，存于）
- （英文）聯合颱風警報中心首頁 （页面存档备份，存于）
- （简体中文）中國國家氣象中心首頁 （页面存档备份，存于）
- （繁體中文）臺灣中央氣象局首頁 （页面存档备份，存于）
- （繁體中文）香港天文台首頁 （页面存档备份，存于）
- （繁體中文）澳門地球物理暨氣象局首頁 （页面存档备份，存于）
- （英文）菲律賓大氣地球物理和天文管理局 惡劣天氣公告 （页面存档备份，存于）
- （泰文）泰國氣象局首頁 （页面存档备份，存于）

1. ↑  聯合颱風警報中心會為所有於其責任範圍內被該部門評定為熱帶氣旋的系統作出編號，由兩位數及一個英文字母組成。英文字母表示該熱帶氣旋形成的區域，西北太平洋（包括南海、東海）以W表示；而兩位數字則指熱帶氣旋於當年在英文字母所表示的區域內形成次序，換言之「28W」即指雷伊是年內第28個於西北太平洋區域內形成的熱帶氣旋。此編號系統每年重新開始。
2. ↑  日本氣象廳是世界氣象組織指定的西北太平洋區域專責氣象中心，負責該區域內（包括南海、東海）的熱帶氣旋正式編號與命名工作：每當該機構把一個熱帶低氣壓升為熱帶風暴時，該機構亦會依照在世界氣象組織颱風委員會上通過的名稱表作出命名，同時給予4位數字的國際編號。前兩位為當年公元紀年最後兩位數（2021），後兩位代表雷伊是當年被日本氣象廳第22個升為热带风暴的熱帶氣旋。